# اشباک (واشینگتن)
اشباک (به انگلیسی: Eschbach) یک منطقهٔ مسکونی در ایالات متحده آمریکا است که در شهرستان یاکیما، واشینگتن واقع شده‌است. اشباک ۳٫۶ کیلومتر مربع مساحت و ۴۱۵ نفر جمعیت دارد و ۳۹۵ متر بالاتر از سطح دریا واقع شده‌است.